# Kartuziánské nakladatelství

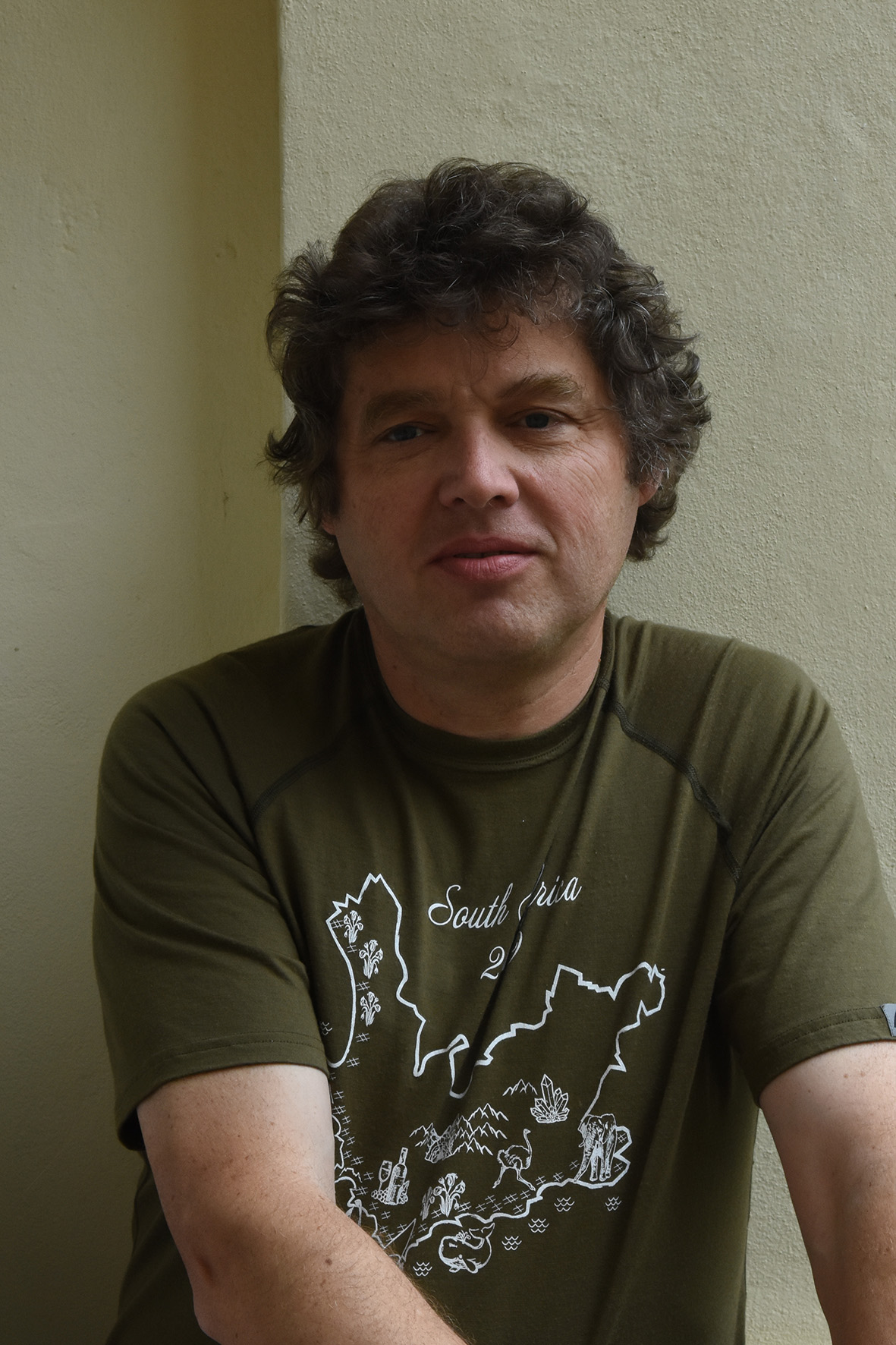
Jiří Brauner, zakladatel Kartuziánského nakladatelství

Kartuziánské nakladatelství je katolické nakladatelství v Brně, jméno dostalo po zrušeném kartuziánském klášteře v Brně-Králově Poli. Nakladatelství bylo založeno v roce 1994, jeho zakladatelem a současně majitelem je Jiří Brauner, který původně pracoval v tiskárně jako reprodukční grafik a fotograf.

## Zaměření
Nakladatelství začínalo vydáváním pohlednic, poutních obrázků a katechetických materiálů pro děti a mládež. Postupem času rozšířilo svou nabídku o omalovánky, pexesa, leporela, novény a dětské modlitební knížečky. Od roku 2000 se zaměřilo na vydávání pracovních listů a metodik pro výuku náboženství na základních školách v České republice. Nakladatelství rovněž vydává zpěvníky a hudebniny.

Nabídka nakladatelství se postupem času zvětšila i na vydávání knih pro děti a mládež, k nim mimo jiné patří knihy od autorky a ilustrátorky Česlavy Talafantové O Dobré paní Zdislavě, Jak slovo na Velkou Moravu přišlo či komiksový sešit Kde je ten právě narozený král? Spisovatelka Ludmila Jančiková vydala v nakladatelství například Pohádky s malým andělem, Anička a ostrov andělů, Milena Buřilová V Tichošlápkách je pořád veselo: Kocouří příběhy, Ludmila Hénková Pohádky z parapetu. Od brněnské autorky Ilony Burdové vyšly knihy Jak s dětmi mluvit o sexu, manželství a rodičovství, Chvála ženy statečné aneb co nám feministky neřekly.
V průběhu své existence rozšířilo nakladatelství činnost na překladovou literaturu s křesťanskou tematikou, vyšly mimo jiné knihy autora Roberta kardinála Saraha Bůh, nebo nic, Timothyho Dolana Kněží pro třetí tisíciletí, Pata Colinse Jak zvládat stres; sny a přátelství a O Božím vedení.
Nakladatelství se věnuje knihám českých i zahraničních autorů, všímá si problémů současných, kupříkladu kniha Lvi přicházejí od Vladimíra Palka. V posledních letech se zaměřuje i na historická témata, jako je životopisná literatura o významných historických osobnostech a knihy zabývající se česko-německými vztahy a tématem holocaustu.
Jiří Brauner založil v roce 2011 společnost ERGO Brauner, s.r.o. v Dolních Kounicích, která se spolupodílí na činnosti nakladatelství, věnuje se tématu gulagů, například v knize Útěk ze Sibiře, jejímž autorem je Rufin Piotrikowski, v knize od Františka Poláka Cestou ze sovětských koncentráků, stejně tak v knihách Paní doktorová 0-287 aneb z Československa do gulagu spisovatelky Larysy Henijuš, Zápisky ze stalinských koncentráků Karla Goliatha, Souostroví Gulag od Alexandra Solženicyna. Několika vydání se dočkala kniha Jiřího S. Kupky Krvavé jahody, s Věrou Sosnarovou, která je hrdinkou knihy, organizoval majitel nakladatelství Jiří Brauner besedy ve školách a knihovnách o prožitých letech v gulagu a dalších pracovních táborech na Sibiři. Pravdivost jejích výpovědí později významně zpochybnil historik Adam Hradilek.
Ke knihám, které nejsou duchovně zaměřeny, patří i kniha Zdeny Mašínové Čtyři české osudy – Tragický úděl rodiny Mašínovy nebo kniha Karla Kukala Deset křížů.
Nakladatelství úzce spolupracuje s nakladatelstvím Hesperion, jeho blízkým spolupracovníkem je překladatelka Lucie Cekotová.

## Nejvýznamnější vydavatelské počiny
Mezi počiny nakladatelství patří:
- KUBY, Gabriele. Globální sexuální revoluce. Brno, 2012
- DODARO, Robert. Setrvat v pravdě Kristově. Brno, 2015
- PALKO, Vladimír. Lvi přicházejí: Proč Evropa a Amerika směřují k nové tyranii Brno, 2016
- LAWRER, Philip F. Ztracení – Kolaps katolické kultury. Brno, 2016
- DOLAN, Timothy. Kněží pro třetí tisíciletí. Brno, 2016
- SARAH, Robert. Bůh, nebo nic. Brno, 2016
- ANATRELLA, Tony. Pod vládou Narcise: Co je v sázce, když potřeme rozdíl mezi pohlavími Brno, 2018
- LAWRER, Philip F. Ztracený pastýř: Kam papež František vede své stádo. Brno, 2019
- SOLŽENICYN, Alexandr. Souostroví Gulag. Brno, 2021 – kompletní vydání v jednom svazku[11]
- FOJTÍKOVÁ, Petra. Elias Vella a jeho stopy v České republice, Brno, 2023[12]